# Asparagus sekukuniensis
Asparagus sekukuniensis là một loài thực vật có hoa trong họ Măng tây. Loài này được (Oberm.) Fellingham & N.L.Mey. mô tả khoa học đầu tiên năm 1995.